# 沖縄タレントアカデミー
沖縄タレントアカデミーは、1984年に沖縄県那覇市にて設立された芸能養成スクール。現在の所在地は宜野湾市。
女優の仲間由紀恵や歌手の島紘子、亜波根綾乃らを輩出したことで知られる。

## 概要
学校長は元俳優で演出家や作詞家、作曲家として知られる小澤公平。
地元沖縄で沖縄アクターズスクールと共に数多くのミュージカルや人形劇、きぐるみ劇やジャズダンスショーなどをこなす一方、病院や養護施設への慰問公演を積極的に行い、沖縄を舞台としたドラマや劇、宜野湾ライブでは俳優の提供や音響の委託製作などで貢献している。沖縄アクターズスクールと比較すると全国規模のアイドルの輩出こそ少ないものの、地元では大きな知名度を誇る名門アクターズスクールとして知られている。
なお、公式ホームページは閉鎖され、所在地にあった校舎建物も2016年頃に解体撤去されて跡地には5階建てマンションが建てられているため、2024年現在の活動実態は不明な状態である。

## 歴史
- 1984年6月 - 小澤公平により那覇市にて開校。
- 1993年6月 - 代理店および製作会社である株式会社RAP（Ryukyu Accomplishment Production）をアカデミー内に設立。
- 1995年4月 - プログラマーやCGデザイナー等のクリエイターを育成するためのマルチメディア学院を開校。
- 2003年2月 - 新校舎完成。那覇市から現在の宜野湾市に校舎を移転。
- 2016年頃 - 校舎解体撤去。跡地にマンションが建設される。

## 主な出身者
- 島紘子
- 仲間由紀恵
- 亜波根綾乃